# Ve
Denna artikel behandlar guden Ve. För versmåttet ve, se Ve (versmått).
För bokstaven, se V.  

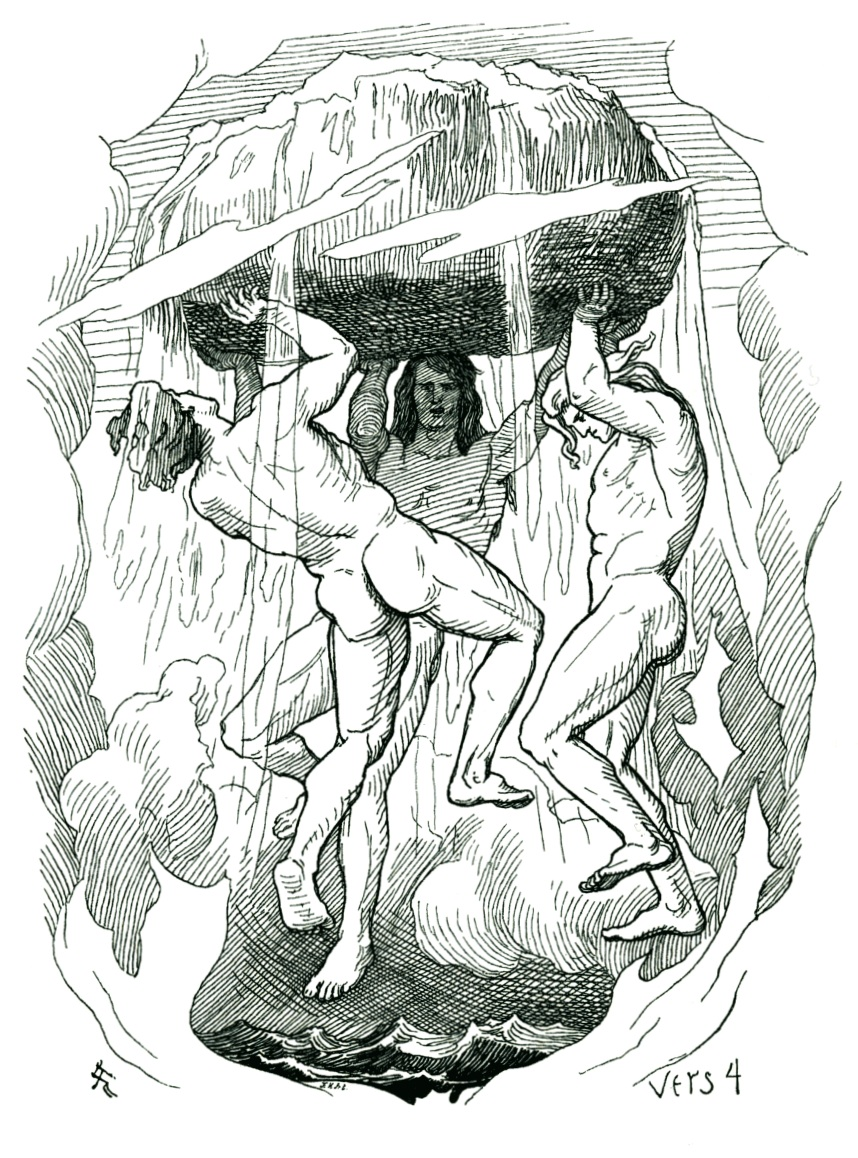
Oden och hans bröder skapar världen.

Ve (även We) är en gud i nordisk mytologi. Han är son till Bor och Bestla samt bror till Oden och Vile. De tre bröderna skapade tillsammans världen ur jätten Ymers kropp. Namnet betyder "helig", eller "helgedom". Då Oden lämnade Asgård för sina ärenden i Midgård, överlämnade han makten till Vile och Ve. Dessa passade då på att förlusta sig med Odens maka Frigg.
Citat ur Poetiska Eddan (Loke talar):
Var tyst, du Frigg! Du är Fjörgyns mö
och jämt har du jagat karlfolk;
du, Vidres hustru, lät Ve och Vilje
vid din barm få vila bägge.
Lokes träta, vers 26
Ve och hans broder Vile förekommer i övrigt inte i några självständiga myter och det har spekulerats i om de egentligen är ett slags aspekter av Oden själv.

## Övrigt
- -ve, ett ortnamnsefterled
- Ve! är också ett utropsord, som i frasen "ve dig!" eller "veklagan".